# Taurische Eidechse
Die Taurische Eidechse (Podarcis tauricus, Syn.: Podarcis taurica) gehört zur Gattung der Mauereidechsen (Podarcis) und lebt in Südosteuropa.

## Merkmale
Die Eidechse erreicht eine Kopf-Rumpf-Länge von etwa sechs bis acht Zentimeter, der Schwanz kann nochmals mehr als die doppelte Länge erreichen, wodurch das Tier insgesamt 20 bis 24 Zentimeter lang ist. Sie ist robust gebaut und nur leicht abgeflacht mit einem kurzen Kopf. Die Grundfärbung ist eine Marmorierung aus hellen und dunklen Braun- bis Schwarztönen, die Rückenmitte ist grün gefärbt und an den Flanken ziehen zwei weiße Streifen vom Kopf bis zum Schwanz. Musterlose Exemplare sind selten. Die Unterseite der Eidechse ist weißlich bis orangerot und fleckenlos.

## Verbreitung und Lebensraum

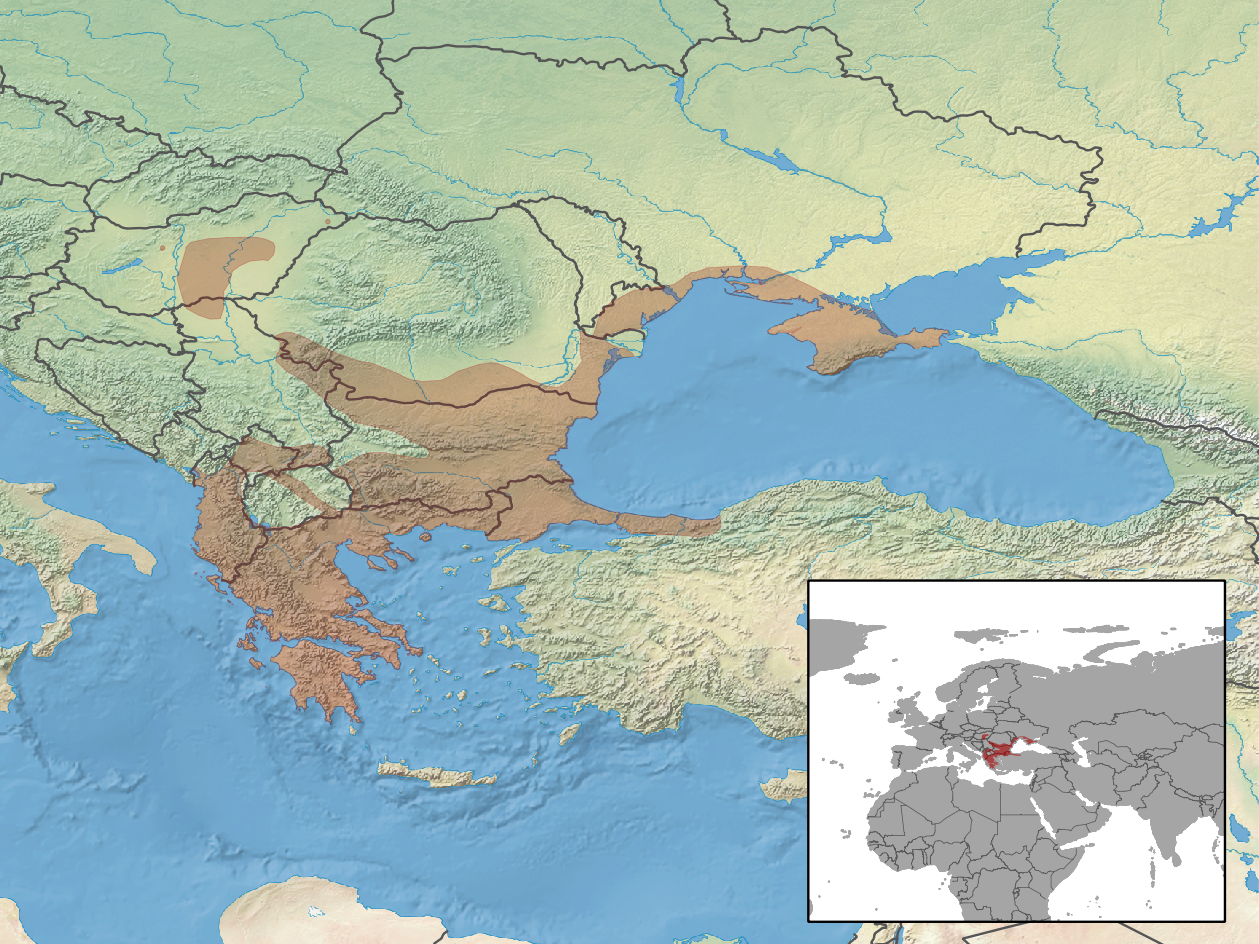
Verbreitungsgebiet

Die Taurische Eidechse lebt im südlichen Balkan, nördlich bis Ungarn. Sie bewohnt Flach- und Hügelland bis 1800 Meter über dem Meeresspiegel. Als Lebensraum bevorzugt sie nicht zu trockenes Gras- und Kulturland, bewachsene Sanddünen oder Straßenrändern und Mauern. Sie ist eine bodenbewohnende, kaum kletternde Echse.

## Systematik
Folgende Unterarten der Taurischen Eidechse werden unterschieden:
- Podarcis tauricus ionica, die in Albanien und West-Griechenland lebt
- Podarcis tauricus thasopulae, die die Insel Thasopulos bewohnt
- Podarcis tauricus tauricus, die das Restgebiet bewohnt

Sehr ähnlich ist die auf dem Skyros-Archipel lebende Skyros-Mauereidechse (Podarcis gaigeae), die in einer blauen Form verbreitet und z. T. als Unterart der Taurischen oder der Kykladen-Mauereidechse angesehen wird.

## Gefährdung und Schutz
Die Taurische Eidechse wird aufgrund ihres großen Verbreitungsgebietes und des großen Spektrums an Habitaten bei der IUCN als nicht gefährdet („Least Concern“) eingestuft. Wie alle europäischen Reptilien ist sie im Anhang II der Berner Konvention (Übereinkommen über die Erhaltung der europäischen wildlebenden Pflanzen und Tiere und ihrer natürlichen Lebensräume) verzeichnet und genießt dadurch innerhalb der Europäischen Union strengen Schutz. Die Tiere dürfen weder getötet noch gefangen werden.